# Plutodes lamisca
Plutodes lamisca là một loài bướm đêm trong họ Geometridae.